# Anoplodactylus glandulifer
Anoplodactylus glandulifer är en havsspindelart som beskrevs av Stock, J.H. 1954. Anoplodactylus glandulifer ingår i släktet Anoplodactylus och familjen Phoxichilidiidae. Inga underarter finns listade i Catalogue of Life.